# Kihoku (Mie)
Pour les articles homonymes, voir Kihoku.
Kihoku (紀北町, Kihoku-chō) est un bourg situé dans le district de Kitamuro (préfecture de Mie), au Japon.

## Géographie

### Démographie
Au 1er décembre 2014, la population de Kihoku s'élevait à 16 981 habitants répartis sur une superficie de 257,01 km2.